# 474440 Nemesnagyagnes
474440 Nemesnagyagnes este o planetă minoră (asteroid) din Mars-crossing asteroid⁠(d). A fost descoperită pe 5 iulie 2003 la Piszkéstetői Obszervatórium⁠(d) de  și a fost numită după Ágnes Nemes Nagy. 
Obiectul prezintă o orbită caracterizată de o semiaxă mare de 2,1408087338591 UAi, o excentricitate de 0,27584499910263, o înclinație de 4,8932039357964 ° în raport cu ecliptica.